# Юльянполь
Юльянполь (пол. Julianpol) — село в Польщі, у гміні Рудники Олеського повіту Опольського воєводства. Населення — 523 особи (2011).
У 1975—1998 роках село належало до Ченстоховського воєводства.

## Демографія
Демографічна структура станом на 31 березня 2011 року:
|          | Загалом | Допрацездатний вік | Працездатний вік | Постпрацездатний вік |
| -------- | ------- | ------------------ | ---------------- | -------------------- |
| Чоловіки | 270     | 69                 | 173              | 28                   |
| Жінки    | 253     | 47                 | 148              | 58                   |
| Разом    | 523     | 116                | 321              | 86                   |